# Lijst van burgemeesters van Reimerswaal
Dit is een lijst van burgemeesters van de Nederlandse gemeente Reimerswaal in de provincie Zeeland sinds het ontstaan in 1970.
| Ambtsperiode | Naam burgemeester                | Partij of stroming | Bijzonderheden |
| ------------ | -------------------------------- | ------------------ | -------------- |
| 1970 - 1976  | Cees Pijl Hogeweg                | ARP                |                |
| 1977 - 1986  | Huib Boer                        | ARP / CDA          |                |
| 1987 - 2005  | Ton (A.) Verbree                 | CDA                |                |
| 2005 - 2016  | Jan (A.J.) Huisman               | CDA                |                |
| 2016 - 2017  | Piet (P.A.) Zoon                 | VVD                | waarnemend     |
| 2017 - 2025  | José (J.S.) van Egmond           | CDA                |                |
| 2021 - 2022  | Petra (P.M.) van Wingerden-Boers | VVD                | waarnemend     |
| 2025 - heden | Jan (J.J.) Luteijn               | SGP                | waarnemend     |